# Kunbir confinis
Kunbir confinis är en skalbaggsart som beskrevs av Holzschuh 2003. Kunbir confinis ingår i släktet Kunbir och familjen långhorningar.
Artens utbredningsområde är Laos. Inga underarter finns listade i Catalogue of Life.